# Quinto non ammazzare!
Quinto non ammazzare! (The Suspect) è un film del 1944, diretto da Robert Siodmak. 

## Trama

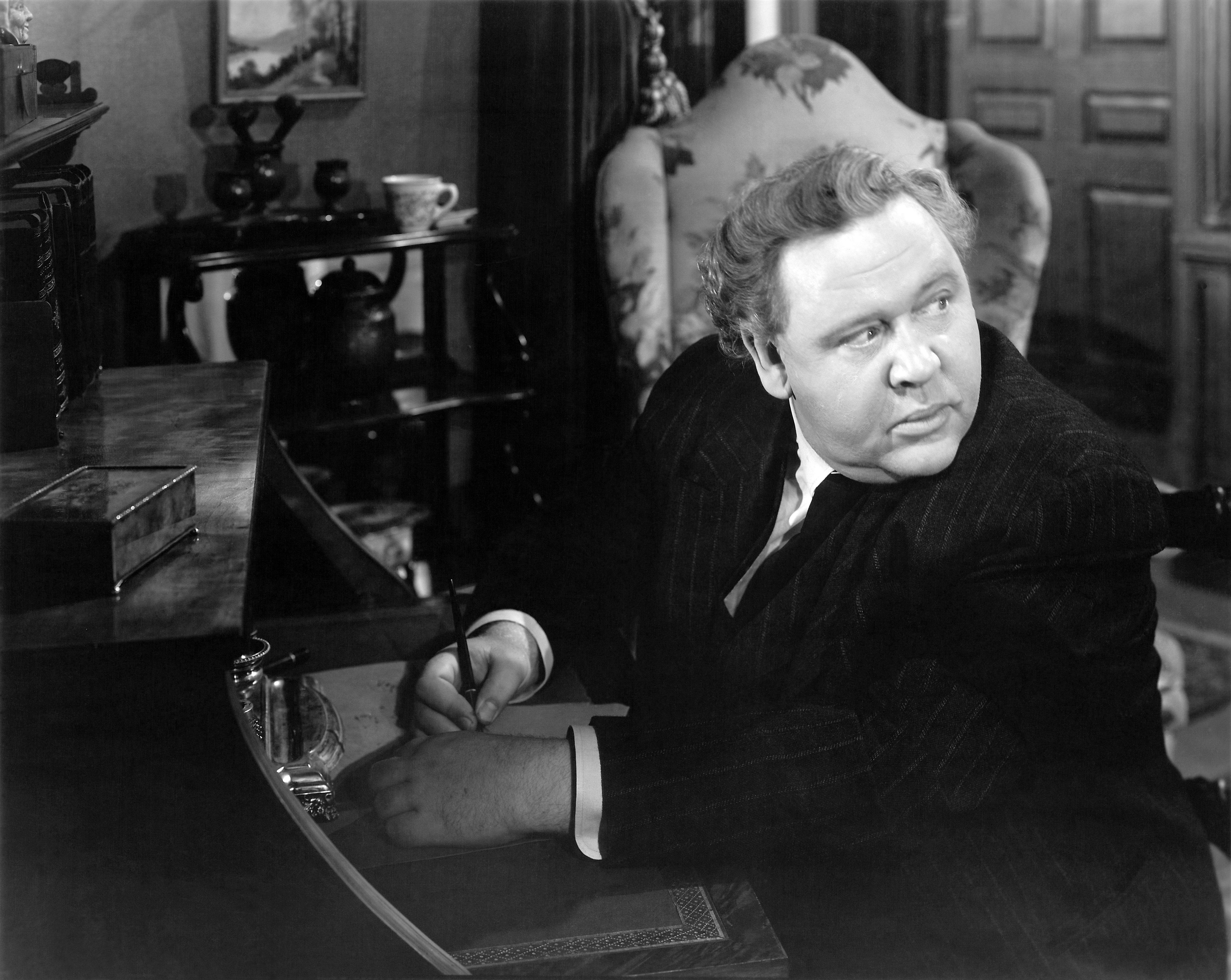
Charles Laughton in una scena del film

Philip Marshall è un rispettato commerciante di mezz'età, benvoluto dall'intero vicinato, fra i quali i Simmons: Gilbert, spiacevole e violento, e la moglie Edith, vittima del marito. Philip e la moglie Cora, pettegola e fastidiosa, hanno un figlio: John, un giovane che ha da poco lasciato la casa dei genitori.
Il matrimonio dei Marshall non è mai stato idilliaco, in particolare negli ultimi tempi, quando Philip ha fatto conoscenza con la giovane Mary Gray. Fra i due si è sviluppata un'amicizia particolare. Cora viene a sapere di questo rapporto del marito e minaccia uno scandalo.
Poco tempo dopo Cora Marshall è morta. Il vicinato parla della fatalità, una caduta dalle scale, che, a giudizio degli investigatori, ha portato la sfortunata donna alla morte. Durante i funerali Edith Simmons si mostra servizievole e compassionevole nei confronti dell'affranto Philip, e, vistolo in stato di stress, gli offre un flacone di un sonnifero, alcune gocce del quale, gli dice, lo aiuteranno a rilassarsi.
L'ispettore Huxley di Scotland Yard tuttavia ritiene possa trattarsi di un caso di omicidio, e sospetta Philip di avere ucciso la moglie. Gli fa visita in casa, e nota che un elemento della ringhiera delle scale, dove Cora avrebbe battuto la testa con esiti fatali era stato prontamente sostituito da Philip. Già prima John aveva notato l'assenza da casa del bastone da passeggio prediletto dal padre, che risponde evasivamente alle domande a proposito. Huxley sta solo cercando un movente, e lo trova quando, tempo dopo, riesce a scoprire l'esistenza di Mary: mentre la sta interrogando tuttavia viene a sapere che lei e Philip si sono appena sposati, e le leggi del periodo non consentivano una testimonianza a sfavore fra coniugi.
Intanto Simmons, reso edotto dei sospetti dell'ispettore, e pure senza averne prove, decide di ricattare Philip: questi cede apparentemente senza opporre difficoltà, e gli offre seduta stante del whisky al quale ha aggiunto una dose letale del sonnifero che Edith le aveva dato. Gilbert Simmons muore. In quell'istante fanno inaspettatamente ritorno a casa da una gita Mary, John ed alcuni amici di famiglia. Philips riesce a fatica ad occultare il cadavere; poi propone alla moglie, che accetta, di emigrare in Canada, al seguito di John che ha trovato un lavoro colà.
Qualche tempo dopo Philip prende congedo amichevolmente dall'intero vicinato, dispiaciuto di veder partire una persona così ammodo. A bordo del transatlantico che dovrà portarlo in Canada con Mary e John, Philip incontra, prima della partenza, fra i visitatori che si accomiatano dai passeggeri, l'ispettore Huxley, che gli mostra il giornale con la notizia del ritrovamento del cadavere di Simmons, e, su domanda dell'interessato Philip, gli racconta di come la moglie Edith lo abbia avvelenato con una overdose di sonnifero.
Sbarcato dalla nave in procinto di salpare, l'ispettore parla col proprio aiutante raccontandogli come abbia inventato l'accusa ad Edith per l'omicidio del marito, nel tentativo di muovere Philip a compassione per l'eventuale condanna di un'innocente, ed indurlo a confessare - invano, evidentemente – il duplice omicidio. Se ha eliminato il ricattatore, infatti, pensa l'ispettore, Philip doveva essere colpevole anche dell'omicidio di Cora. Ma mentre parlano i due vedono Philip scendere a terra ed incamminarsi nella notte lungo la banchina. L'ispettore non permette tuttavia al suo sergente di arrestarlo: mancano pur sempre le prove. Sarà Philip stesso, a giudizio di Huxley, al momento debito, a costituirsi, da "assassino perbene" quale si ritiene che sia.	

## Distribuzione

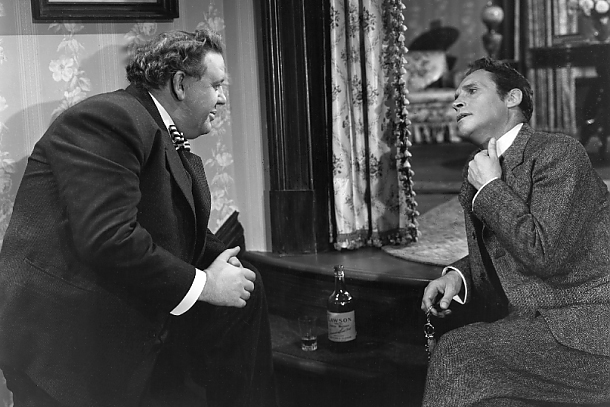
Charles Laughton e Henry Daniell

Dopo la prima proiezione assoluta a San Francisco il 22 dicembre 1944, il film uscì nelle sale cinematografiche statunitensi il 26 gennaio 1945. Il pacchetto promozionale della Universal prevedeva una versione radiofonica di 30 minuti nella quale Orson Welles interpretava il ruolo di Philip Marshall; la registrazione, operata dalla stazione radiofonica WOR (AM) fu trasmessa in sei emittenti radio di New York.
Quinto non ammazzare! è stato proiettato alla Casa Bianca il 17 marzo 1945 in occasione di una cena ufficiale per il 40º anniversario di matrimonio di Franklin Delano Roosevelt e della moglie Eleanor; fra gli ospiti figurava l'allora principessa Juliana, futura regina d'Olanda.

## Accoglienza

### Critica

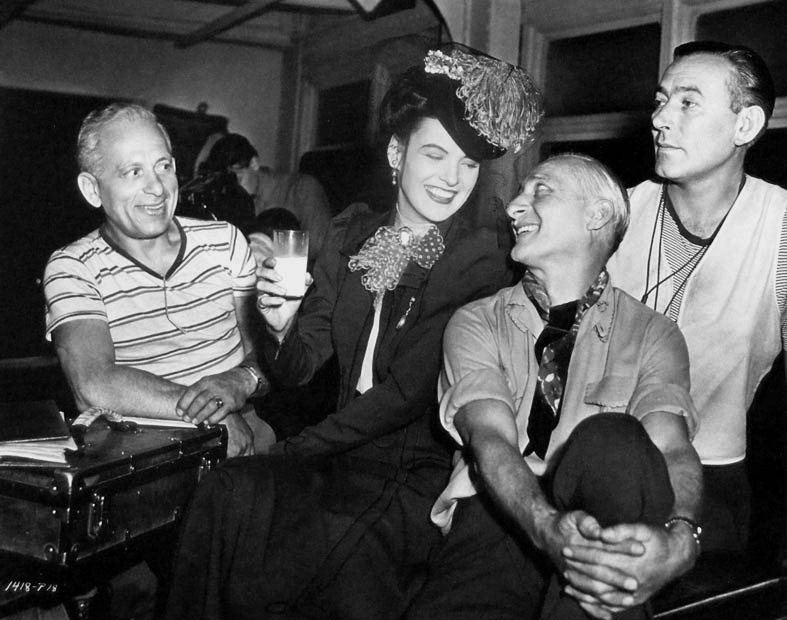
Ella Raines sul set del film fra i cameramen Robert Lazlo e Frank Heisler. A destra il fotografo Paul Ivano

Il critico cinematografico Bosley Crowther del New York Times ha scritto: " Quinto non ammazzare! offre un ulteriore studio su di un uomo mansueto di mezz'età che commette un omicidio spinto dalla disperazione e sui suoi tentativi di tenerne lontana la sua amata (…). Il film non è certo fiacco, ma manca forse di quelle qualità che un'azione drammatica del genere dovrebbe avere per mantenere lo spettatore in uno stato di costante eccitazione. In altre parole: il protagonista è troppo garbato. Henry Daniell nelle vesti del ricattatore, e Rosalind Ivan, la moglie bisbetica, sono splendidi nei loro ruoli, e Ella Raines, nei panni della seconda moglie, è sicuramente attraente. Va notato tuttavia come la sua scelta di un marito del peso di Charles Laughton è a dir poco particolare".
La rivista Variety tesse le lodi del film: "Nelle capaci mani di Charles Laughton il suo personaggio diventa affascinante… Non abbiamo più le smargiassate e le villanie dei suoi ruoli precedenti. Egli dà un'interpretazione impeccabile del cittadino manierato e ligio alle leggi. A dar man forte all'abile impersonazione di Laughton è Ella Raines nel ruolo della giovane stenografa che diverrà la sua seconda moglie".
Motion Picture Magazine fece una recensione molto favorevole del film: "L'adattamento di Arthur T. Horman del romanzo di James Ronald, magistralmente ridotto per lo schermo da Bertram Millhauser, e diretto brillantemente da Robert Siodmak, che riesce ad ottenere da Charles Laughton una delle migliori interpretazioni della sua carriera, si combinano per fare di Quinto non ammazzare! un thriller notevole.
Nel 2011 il critico cinematografico online Dennis Schwartz ha dato del film un'interpretazione sfumata, scrivendo che Siodmak "ha diretto con competenza questo film noir dai toni minori, adatto ad una sede teatrale, considerandolo più come uno studio di personaggi piuttosto che come un whodunit. La suspense sul quale si basa non riesce tuttavia a diventare veramente accattivante. Ma, per quanto la trama sia difficilmente convincente, il film è ben recitato".

## Remake e adattamenti

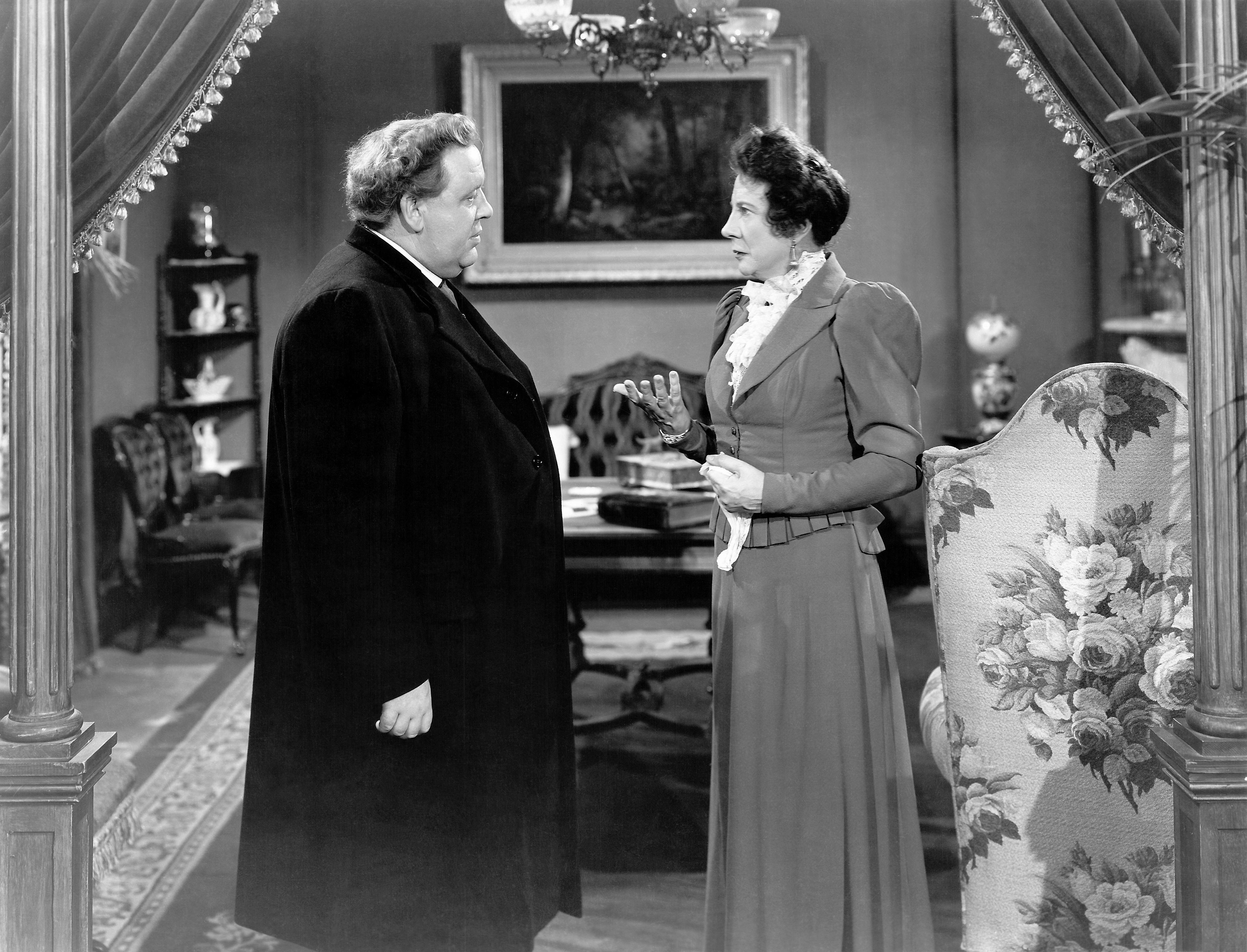
Charles Laughton e Rosalind Ivan

Il 5 Aprile 1945 un adattamento del film della durata di un'ora venne diffuso nel corso del programma radiofonico The Lux Radio Theatre della NBC, con Charles Laughton, Ella Raines, Rosalind Ivan, Denis Green, Lester Matthews e Eric Snowden.
Lo aceneggiatore Charles Bennett ha adattato Quinto non ammazzare! per l'episodio del 2 giugno 1955 della serie televisiva Lux Video Theatre della NBC. Con la regia di Buzz Kulik, il programma, della durata di un'ora, vedeva la partecipazione di Robert Newton (nel ruolo di Philip Marshall), Toni Gerry (Mary Gray), John Hoyt (Huxley), Erin O'Brien-Moore (Cora Marshall), John Dehner (Gilbert Simmons) e Richard Lupino (John Marshall).